# Jost Cristian de Stolberg-Rossla

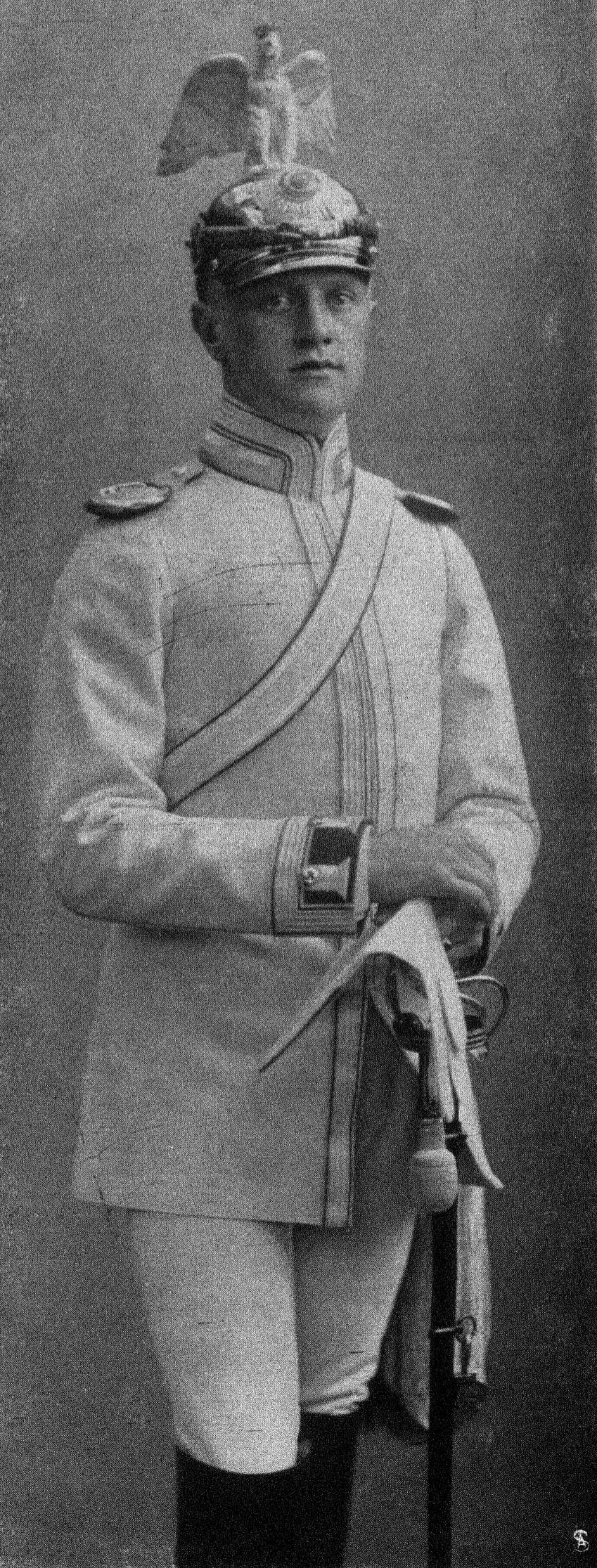
Jost Cristian de Stolberg, fotografía de Ernst Sandau.

Jost Cristian de Stolberg-Rossla (en alemán Jost Christian zu Stolberg-Roßla; 28 de diciembre de 1886, Rossla - 1 de julio de 1916, hospital militar de Kóvel) fue un conde (desde 1893 príncipe) alemán.

## Familia
Jost Cristian de Stolberg procedía de la línea comital de Stolberg-Rossla, que había gozado de inmediación imperial, de la familia noble Stolberg, que disfrutaba de diversos privilegios como señores del territorio en Prusia. La familia poseía propiedades en el condado de Stolberg-Roßla y en Ortenberg en el Gran Ducado de Hesse y, en consecuencia, escaños hereditarios en la Cámara de los Señores de Prusia (1918) y en la Cámara Alta de los Estados del Gran Ducado de Hesse (1916-1918, aunque nunca asumió formalmente el cargo). Era hijo del Príncipe Botho de Stolberg-Rossla (1850-1893) y de su segunda esposa Eduviges, de soltera Princesa de Isenburg y Büdingen en Büdingen (1863-1925). Sus hermanos fueron María (1880-1920), Bertha (1884-1884), Isabel (1885-1969), Cristóbal Martín (1888-1949), Juan Augusto (1889-1920), Ernesto Enrique (1890-1946) y Matilde (1894-1952).

## Vida
Jost Cristian de Stolberg fue un capitán prusiano del 3.er Regimiento de Ulanos de la Guardia.
Como noble, fue miembro hereditario de la Dieta provincial sajona en Prusia, un derecho que poseía su familia desde la toma del condado de Roßla en 1826. Debido al dominio de Ortenberg, fue miembro de la Primera Cámara de los Estados del Gran Ducado de Hesse como señor del feudo desde 1911 hasta 1916.
El príncipe Jost Cristian de Stolberg cayó en combate en la Primera Guerra Mundial cerca de Kóvel en Ucrania.